# AFC Champions League Two 2024–25
AFC Champions League Two 2024–25 là mùa giải thứ 21 của giải bóng đá cấp câu lạc bộ hạng hai châu Á được tổ chức bởi Liên đoàn bóng đá châu Á (AFC).
Đây là mùa giải đầu tiên của giải đấu với thể thức mới và tên gọi mới AFC Champions League Two; trước đó giải đấu đã trải qua 20 mùa giải với tên gọi AFC Cup. Giải đấu có sự tham gia của 32 câu lạc bộ ở giai đoạn vòng bảng. Đội vô địch sẽ có một suất tham dự vòng loại AFC Champions League Elite 2025–26 nếu không đủ điều kiện tham dự thông qua thành tích giải quốc nội.
Central Coast Mariners là đương kim vô địch, do tất cả số liệu và thành tích tại AFC Cup được chuyển sang ACL Two; họ không có cơ hội bảo vệ chức vô địch vì đã tham dự vòng đấu hạng của AFC Champions League Elite.

## Phân bố đội của hiệp hội

### Xếp hạng các hiệp hội
| Tham dự AFC Champions League 2 2024–25 | Tham dự AFC Champions League 2 2024–25 |
| -------------------------------------- | -------------------------------------- |
|                                        | Tham dự                                |
|                                        | Không tham dự                          |

| —    | —    | Đội thua ở vòng loại AFC Champions League Elite 2024–25 | —                    | 2     | 0 |
| 1    | 1    | Ả Rập Xê Út                                             | 93.795               | 1     | 0 |
| 2    | 4    | Qatar                                                   | 79.950               | 1     | 0 |
| 3    | 5    | Iran                                                    | 72.018               | 1     | 0 |
| 4    | 6    | UAE                                                     | 64.129               | 1     | 0 |
| 5    | 9    | Uzbekistan                                              | 45.006               | 1     | 0 |
| 6    | 10   | Iraq                                                    | 36.901               | 1     | 0 |
| 7    | 12   | Jordan                                                  | 30.161               | 2     | 0 |
| 8    | 16   | Tajikistan                                              | 23.976               | 2     | 0 |
| 9    | 17   | Ấn Độ                                                   | 23.639               | (1) 0 | 1 |
| 10   | 18   | Bahrain                                                 | 20.681               | 1     | 1 |
| 11   | 19   | Kuwait                                                  | 20.069               | 0     | 1 |
| 12   | 20   | Turkmenistan                                            | 19.464               | 0     | 1 |
| Tổng | Tổng | Hiệp hội tham dự: 12                                    | Hiệp hội tham dự: 12 | 13    | 4 |
| Tổng | Tổng | Hiệp hội tham dự: 12                                    | Hiệp hội tham dự: 12 | 17    |   |

| —    | —    | Đội thua ở vòng loại AFC Champions League Elite 2024–25 | —                    | 1     | 0 |
| 1    | 2    | Nhật Bản                                                | 91.821               | 1     | 0 |
| 2    | 3    | Hàn Quốc                                                | 88.295               | 1     | 0 |
| 3    | 7    | Trung Quốc                                              | 57.630               | 1     | 0 |
| 4    | 8    | Thái Lan                                                | 49.470               | (1) 2 | 0 |
| 5    | 11   | Úc                                                      | 33.830               | 1     | 0 |
| 6    | 13   | Malaysia                                                | 29.951               | 1     | 0 |
| 7    | 14   | Việt Nam                                                | 29.469               | (2) 1 | 0 |
| 8    | 15   | Hồng Kông                                               | 27.450               | 2     | 0 |
| 9    | 21   | Philippines                                             | 18.428               | 2     | 0 |
| 10   | 24   | Singapore                                               | 16.824               | 2     | 0 |
| 11   | 25   | CHDCND Triều Tiên[AFC]                                  | 16.117               | 0     | 0 |
| 12   | 26   | Indonesia                                               | 15.083               | 1     | 0 |
| Tổng | Tổng | Hiệp hội tham dự: 11                                    | Hiệp hội tham dự: 11 | 16    | 0 |
| Tổng | Tổng | Hiệp hội tham dự: 11                                    | Hiệp hội tham dự: 11 | 16    |   |

Notes
1. ^ Cấp phép AFC (AFC): Hiệp hội không có CLB nào được cấp phép.[6]

## Các đội tham dự
Chú thích:
- TH: Đương kim vô địch
- 1st, 2nd, 3rd,...: Vị trí tại giải quốc nội
- CW: Đội vô địch cúp quốc gia
- ACLE PR: Đội thua vòng sơ loại AFC Champions League Elite
- ACLE PO: Đội thua vòng play-off AFC Champions League Elite

| Tây Á                                   | Tây Á                              | Tây Á                          | Tây Á                                  |
| --------------------------------------- | ---------------------------------- | ------------------------------ | -------------------------------------- |
| Al-Taawoun (4th) [Note KSA]             | Shabab Al-Ahli (2nd, ACLE PO)      | Al-Hussein (1st)               | Al-Khaldiya (1st)                      |
| Al-Wakrah (4th) [Note QAT]              | Sharjah (4th) [Note UAE]           | Al-Wehdat (CW)                 |                                        |
| Sepahan (3rd, CW, ACLE PR)              | Nasaf (2nd, CW)                    | Istiklol (1st, CW)             |                                        |
| Tractor (4th) [Note IRN]                | Al-Quwa Al-Jawiya (2nd) [Note IRQ] | Ravshan Kulob (2nd) [Note TJK] |                                        |
| Đông Á                                  |                                    |                                |                                        |
| Sanfrecce Hiroshima (3rd)               | Port (3rd) [Note THA]              | Thép Xanh Nam Định (1st)       | DH Cebu (2nd) [Note PHI]               |
| Jeonbuk Hyundai Motors (4th) [Note KOR] | Muangthong United (5th) [Note THA] | Lee Man (1st)                  | Lion City Sailors (2nd, CW) [Note SGP] |
| Chiết Giang (3rd)                       | Sydney FC (CW)                     | Đông Phương (CW)               | Tampines Rovers FC (3rd) [Note SGP]    |
| Bangkok United (2nd, ACLE PO)           | Selangor (2nd) [Note MAS]          | Kaya-Iloilo (1st, CW)          | Persib Bandung (1st)                   |

| Tây Á            | Tây Á                       |
| ---------------- | --------------------------- |
| Đông Bengal (CW) | Kuwait SC (1st)             |
| Al-Ahli (CW)     | Altyn Asyr (2nd) [Note TKM] |

Chú giải
1. ^ Iran (IRN): Đội hạng 4 Tractor được tham dự, do Sepahan vô địch Hazfi Cup 2023–24.
2. ^ Iraq (IRQ): Al-Shorta, đội vô địch Iraq FA Cup 2023–24, cũng là đội vô địch giải quốc nội. Do đó, Al-Quwa Al-Jawiya, đội á quân của giải, tham dự vòng bảng.
3. ^ Malaysia (MAS): Johor Darul Ta'zim, đội vô địch Malaysia FA Cup 2023, cũng là đội vô địch giải quốc nội. Do đó, Selangor, đội á quân của giải, tham dự vòng bảng.
4. ^ Philippines (PHI): Kaya–Iloilo, đội vô địch Copa Paulino Alcantara 2023, cũng là đội vô địch giải quốc nội. Do đó, DH Cebu, đội á quân của giải, tham dự vòng bảng.
5. ^ Qatar (QAT): Do Al-Sadd (tham dự Champions League Elite với tư cách là đội vô địch Qatar Stars League 2023-24) vô địch Emir of Qatar Cup 2024, đội hạng 4 Al-Wakrah tham dự vòng bảng.
6. ^ Saudi Arabia (KSA): Do Al Hilal (tham dự Champions League Elite với tư cách là đội vô địch Saudi Pro League 2023–24) vô địch King Cup 2023–24, đội hạng 4 Al-Taawoun tham dự vòng bảng.[7]
7. ^ Singapore (SGP): Albirex Niigata (S), đội vô địch Singapore Premier League 2023, là một câu lạc bộ của Nhật Bản nên không được đại diện cho Singapore tại các giải đấu cấp câu lạc bộ của AFC. Do đó, Lion City Sailors, đội á quân của giải, tham dự vòng bảng. Vì Lion City Sailors cũng là đội vô địch Singapore Cup 2023, Tampines Rovers FC, đội hạng 3 của giải, cũng được tham dự vòng bảng.
8. ^ Hàn Quốc (KOR): Pohang Steelers đã được tham dự Champions League Elite với tư cách là á quân K League 1 2023 khi họ vô địch Korean FA Cup 2023. Do đó, đội hạng 4 Jeonbuk Hyundai Motors tham dự vòng bảng.
9. ^ Tajikistan (TJK): Istiklol vô địch đồng thời Tajikistan Higher League 2023 và Tajikistan Cup 2023. Do đó, Ravshan Kulob với tư cách là á quân giải quốc nội cũng được tham dự vòng bảng.
10. ^  Thái Lan (THA): Muangthong United giành quyền tham dự để thay thế Đông Á Thanh Hóa sau khi đội vô địch Cúp Quốc gia 2023/24 xin không tham dự giải vì lịch trình quá dày đặc; sau đó BG Pathum United, đội xếp thứ 4 Thai League 1 2023–24 cũng xin không tham dự vì lí do tương tự.
11. ^ Thái Lan (THA): Bangkok United, đội á quân Thai League 1 2023–24 tham dự vòng play-off Champions League Elite với tư cách là đội vô địch Thai FA Cup 2023–24. Do đó, đội hạng 3 Port tham dự vòng bảng. Đội hạng 5 Muangthong United cũng được tham dự vòng bảng sau khi Đông Á Thanh Hóa (đội vô địch Cúp Quốc gia 2023/24) xin không tham dự giải vì lịch trình quá dày đặc; sau đó BG Pathum United, đội hạng 4 Thai League 1 2023–24, cũng xin không tham dự vì lí do tương tự.[8]
12. ^ Turkmenistan (TKM): Arkadag, đội vô địch Ýokary Liga 2023 và Cúp Quốc gia Turkmenistan 2023, chỉ có giấy phép tham dự AFC Challenge League. Do đó, đội á quân Altyn Asyr thay thế Arkadag tham dự vòng play-off AFC Champions League Two.[9]
13. ^ Các Tiểu Vương quốc Ả Rập Thống nhất (UAE): Al-Wasl, tham dự Champions League Elite với tư cách là đội vô địch UAE President's Cup 2023–24, cũng là đội vô địch UAE Pro League 2023–24 và Al Ain, đội hạng 3 UAE Pro League cũng được tham dự Champions League Elite với tư cách là đương kim vô địch AFC Champions League 2023–24. Do đó, Sharjah, đội hạng 4 của giải, tham dự vòng bảng.

## Lịch thi đấu
Lịch thi đấu của giải sẽ được tiến hành như sau.
| Giai đoạn               | Vòng         | Ngày bốc thăm        | Lượt đi                 | Lượt về                 |
| ----------------------- | ------------ | -------------------- | ----------------------- | ----------------------- |
| Vòng sơ loại            | Vòng sơ loại | không bốc thăm       | 14 tháng 8 năm 2024     | 14 tháng 8 năm 2024     |
| Vòng bảng               | Lượt 1       | 16 tháng 8 năm 2024  | 17–19 tháng 9 năm 2024  | 17–19 tháng 9 năm 2024  |
| Vòng bảng               | Lượt 2       | 16 tháng 8 năm 2024  | 1–3 tháng 10 năm 2024   | 1–3 tháng 10 năm 2024   |
| Vòng bảng               | Lượt 3       | 16 tháng 8 năm 2024  | 22–24 tháng 10 năm 2024 | 22–24 tháng 10 năm 2024 |
| Vòng bảng               | Lượt 4       | 16 tháng 8 năm 2024  | 5–7 tháng 11 năm 2024   | 5–7 tháng 11 năm 2024   |
| Vòng bảng               | Lượt 5       | 16 tháng 8 năm 2024  | 26–28 tháng 11 năm 2024 | 26–28 tháng 11 năm 2024 |
| Vòng bảng               | Lượt 6       | 16 tháng 8 năm 2024  | 3–5 tháng 12 năm 2024   | 3–5 tháng 12 năm 2024   |
| Vòng đấu loại trực tiếp | Vòng 1/8     | 12 tháng 12 năm 2024 | 11–13 tháng 2 năm 2025  | 18–20 tháng 2 năm 2025  |
| Vòng đấu loại trực tiếp | Tứ kết       | 12 tháng 12 năm 2024 | 4–6 tháng 3 năm 2025    | 11–13 tháng 3 năm 2025  |
| Vòng đấu loại trực tiếp | Bán kết      | 12 tháng 12 năm 2024 | 8–9 tháng 4 năm 2025    | 15–16 tháng 4 năm 2025  |
| Vòng đấu loại trực tiếp | Chung kết    | 12 tháng 12 năm 2024 | 17 tháng 5 năm 2025     | 17 tháng 5 năm 2025     |

## Vòng play-off
Đội thắng vào thẳng vòng bảng, đội thua xuống thi đấu ở vòng bảng AFC Challenge League 2024–25.
| Đội 1       | Tỉ số | Đội 2      |
| ----------- | ----- | ---------- |
| East Bengal | 2–3   | Altyn Asyr |
| Al-Ahli     | 0–1   | Kuwait SC  |

| East Bengal                    | 2–3      | Altyn Asyr                                          |
| ------------------------------ | -------- | --------------------------------------------------- |
| - Lalhlansanga 7' - Crespo 59' | Chi tiết | - M. Annaýew 18' - S. Nurmuradov 28' - M. Titow 52' |

| Al-Ahli | 0–1      | Kuwait SC     |
| ------- | -------- | ------------- |
|         | Chi tiết | - Marhoon 83' |

## Vòng bảng

### Bảng A
| VT | Đội            | ST | T | H | B | BT | BB | HS  | Đ  | Giành quyền tham dự |  | TRA   | WAK    | RAV   | MBS    |
| -- | -------------- | -- | - | - | - | -- | -- | --- | -- | ------------------- |  | ----- | ------ | ----- | ------ |
| 1  | Tractor        | 4  | 3 | 1 | 0 | 16 | 4  | +12 | 10 | Lọt vào vòng 16 đội |  | —     | 27 Nov | 6 Nov | 2 Oct  |
| 2  | Al-Wakrah      | 4  | 1 | 1 | 2 | 4  | 8  | −4  | 4  | Lọt vào vòng 16 đội |  | 0–3   | —      | 4 Dec | 6 Nov  |
| 3  | Ravshan Kulob  | 4  | 1 | 0 | 3 | 3  | 11 | −8  | 3  |                     |  | 1–3   | 0–1    | —     | 27 Nov |
| 4  | Mohun Bagan SG | 0  | 0 | 0 | 0 | 0  | 0  | 0   | 0  | Bỏ cuộc             |  | 4 Dec | 23 Oct | 0–0   | —      |

1. ↑  các đội đã được xác định từ trước
2. ↑  Vào ngày 7 tháng 10 năm 2024, AFC thông báo Mohun Bagan SG rút lui khỏi AFC Champions League Two sau khi câu lạc bộ này không thể di chuyển tới Tabriz cho trận đấu gặp Tractor.[11]

### Bảng B
| VT | Đội               | ST | T | H | B | BT | BB | HS  | Đ  | Giành quyền tham dự |     | TAA | KHA | AFC | ALT |
| -- | ----------------- | -- | - | - | - | -- | -- | --- | -- | ------------------- | --- | --- | --- | --- | --- |
| 1  | Al-Taawoun        | 6  | 5 | 0 | 1 | 13 | 6  | +7  | 15 | Lọt vào vòng 16 đội |     | —   | 3–2 | 1–2 | 2–1 |
| 2  | Al-Khaldiya       | 6  | 4 | 0 | 2 | 14 | 7  | +7  | 12 | Lọt vào vòng 16 đội |     | 2–3 | —   | 1–2 | 1–0 |
| 3  | Al-Quwa Al-Jawiya | 6  | 3 | 0 | 3 | 8  | 9  | −1  | 9  |                     |     | 2–1 | 1–2 | —   | 2–1 |
| 4  | Altyn Asyr        | 6  | 0 | 0 | 6 | 2  | 15 | −13 | 0  |                     | 1–2 | 0–1 | 2–1 | —   |     |

### Bảng C
| VT | Đội       | ST | T | H | B | BT | BB | HS  | Đ  | Giành quyền tham dự |     | SHJ      | WHD | SEP | IST |
| -- | --------- | -- | - | - | - | -- | -- | --- | -- | ------------------- | --- | -------- | --- | --- | --- |
| 1  | Sharjah   | 6  | 4 | 1 | 1 | 13 | 8  | +5  | 13 | Lọt vào vòng 16 đội |     | —        | 2–2 | 3–1 | 1–0 |
| 2  | Al-Wehdat | 6  | 3 | 2 | 1 | 8  | 7  | +1  | 11 | Lọt vào vòng 16 đội |     | 2–2      | —   | 2–1 | 1–0 |
| 3  | Sepahan   | 6  | 3 | 1 | 2 | 12 | 7  | +5  | 10 |                     |     | 1–35 Nov | 1–2 | —   | 4–0 |
| 4  | Istiklol  | 6  | 0 | 0 | 6 | 1  | 12 | −11 | 0  |                     | 0–1 | 0–1      | 0–4 | —   |     |

### Bảng D
| VT | Đội              | ST | T | H | B | BT | BB | HS | Đ  | Giành quyền tham dự |     | SAH | HUS | KSC | NAS |
| -- | ---------------- | -- | - | - | - | -- | -- | -- | -- | ------------------- | --- | --- | --- | --- | --- |
| 1  | Shabab Al-Ahli   | 6  | 4 | 1 | 1 | 17 | 11 | +6 | 13 | Lọt vào vòng 16 đội |     | —   | 3–1 | 4–1 | 1–2 |
| 2  | Al-Hussein Irbid | 6  | 3 | 1 | 2 | 11 | 11 | 0  | 10 | Lọt vào vòng 16 đội |     | 1–3 | —   | 2–1 | 2–1 |
| 3  | Al-Kuwait        | 6  | 1 | 3 | 2 | 9  | 12 | −3 | 6  |                     |     | 1–4 | 1–2 | —   | 0–0 |
| 4  | Nasaf            | 6  | 1 | 1 | 4 | 7  | 10 | −3 | 4  |                     | 2–1 | 1–2 | 0–0 | —   |     |

### Bảng E
| VT | Đội                 | ST | T | H | B | BT | BB | HS  | Đ  | Giành quyền tham dự |     | SFR | SYD | KAY | EAS |
| -- | ------------------- | -- | - | - | - | -- | -- | --- | -- | ------------------- | --- | --- | --- | --- | --- |
| 1  | Sanfrecce Hiroshima | 6  | 5 | 1 | 0 | 14 | 5  | +9  | 16 | Lọt vào vòng 16 đội |     | —   | 2–1 | 3–0 | 3–2 |
| 2  | Sydney FC           | 6  | 4 | 0 | 2 | 17 | 6  | +11 | 12 | Lọt vào vòng 16 đội |     | 1–2 | —   | 4–1 | 5–0 |
| 3  | Kaya–Iloilo         | 6  | 1 | 1 | 4 | 6  | 14 | −8  | 4  |                     |     | 0–3 | 1–4 | —   | 1–2 |
| 4  | Eastern             | 6  | 1 | 0 | 5 | 7  | 19 | −12 | 3  |                     | 2–3 | 0–5 | 2–1 | —   |     |

### Bảng F
| VT | Đội               | ST | T | H | B | BT | BB | HS | Đ  | Giành quyền tham dự |     | LCS | POR | ZHP | PSB |
| -- | ----------------- | -- | - | - | - | -- | -- | -- | -- | ------------------- | --- | --- | --- | --- | --- |
| 1  | Lion City Sailors | 6  | 3 | 1 | 2 | 15 | 11 | +4 | 10 | Lọt vào vòng 16 đội |     | —   | 3–1 | 2–0 | 1–1 |
| 2  | Port              | 6  | 3 | 1 | 2 | 9  | 11 | −2 | 10 | Lọt vào vòng 16 đội |     | 1–3 | —   | 1–0 | 1–0 |
| 3  | Chiết Giang       | 6  | 3 | 0 | 3 | 10 | 10 | 0  | 9  |                     |     | 0–2 | 0–1 | —   | 1–0 |
| 4  | Persib Bandung    | 6  | 1 | 2 | 3 | 9  | 11 | −2 | 5  |                     | 1–1 | 0–1 | 0–1 | —   |     |

### Bảng G
| VT | Đội             | ST | T | H | B | BT | BB | HS  | Đ  | Giành quyền tham dự |     | BKU | NDI | TAM | LMC |
| -- | --------------- | -- | - | - | - | -- | -- | --- | -- | ------------------- | --- | --- | --- | --- | --- |
| 1  | Bangkok United  | 6  | 4 | 1 | 1 | 12 | 6  | +6  | 13 | Lọt vào vòng 16 đội |     | —   | 3–2 | 4–2 | 1–0 |
| 2  | Nam Định        | 6  | 3 | 2 | 1 | 13 | 8  | +5  | 11 | Lọt vào vòng 16 đội |     | 0–0 | —   | 3–3 | 2–0 |
| 3  | Tampines Rovers | 6  | 2 | 2 | 2 | 11 | 11 | 0   | 8  |                     |     | 2–4 | 3–3 | —   | 3–1 |
| 4  | Lee Man         | 6  | 0 | 1 | 5 | 2  | 13 | −11 | 1  |                     | 0–1 | 0–2 | 1–3 | —   |     |

### Bảng H
| VT | Đội                    | ST | T | H | B | BT | BB | HS  | Đ  | Giành quyền tham dự |     | JBH | MTU | SEL | DHC |
| -- | ---------------------- | -- | - | - | - | -- | -- | --- | -- | ------------------- | --- | --- | --- | --- | --- |
| 1  | Jeonbuk Hyundai Motors | 6  | 4 | 0 | 2 | 16 | 4  | +12 | 12 | Lọt vào vòng 16 đội |     | —   | 4–1 | 1–2 | 6–0 |
| 2  | Muangthong United      | 6  | 3 | 2 | 1 | 16 | 10 | +6  | 11 | Lọt vào vòng 16 đội |     | 1–4 | —   | 1–1 | 2–2 |
| 3  | Selangor               | 6  | 3 | 1 | 2 | 9  | 5  | +4  | 10 |                     |     | 2–1 | 1–1 | —   | 2–0 |
| 4  | DH Cebu                | 6  | 0 | 1 | 5 | 4  | 26 | −22 | 1  |                     | 0–6 | 2–2 | 0–2 | —   |     |

## Vòng đấu loại trực tiếp

### Sơ đồ
|  | Vòng 16                | Vòng 16 | Vòng 16           | Vòng 16 |                   |                        | Tứ kết | Tứ kết | Tứ kết | Tứ kết |  |  | Bán kết | Bán kết | Bán kết | Bán kết |  |  | Chung kết | Chung kết |  |
|  |                        |         |                   |         |                   |                        |        |        |        |        |  |  |         |         |         |         |  |  |           |           |  |
|  | Thép Xanh Nam Định     | 0       | 0                 | 0       |                   |                        |        |        |        |        |  |  |         |         |         |         |  |  |           |           |  |
|  | Thép Xanh Nam Định     | 0       | 0                 | 0       |                   |                        |        |        |        |        |  |  |         |         |         |         |  |  |           |           |  |
|  | Sanfrecce Hiroshima    | 3       | 4                 | 7       |                   |                        |        |        |        |        |  |  |         |         |         |         |  |  |           |           |  |
|  | Sanfrecce Hiroshima    | 3       | 4                 | 7       |                   | Sanfrecce Hiroshima    | 0      | 1      | 1      |        |  |  |         |         |         |         |  |  |           |           |  |
|  |                        |         |                   |         |                   | Sanfrecce Hiroshima    | 0      | 1      | 1      |        |  |  |         |         |         |         |  |  |           |           |  |
|  |                        |         | Lion City Sailors | 3       | 1                 | 4                      |        |        |        |        |  |  |         |         |         |         |  |  |           |           |  |
|  | Muangthong United      | 2       | Lion City Sailors | 3       | 1                 | 4                      | 0      | 2      |        |        |  |  |         |         |         |         |  |  |           |           |  |
|  | Muangthong United      | 2       |                   |         |                   |                        |        |        |        |        |  |  |         |         |         |         |  |  |           |           |  |
|  | Lion City Sailors      | 3       | 4                 | 7       |                   |                        |        |        |        |        |  |  |         |         |         |         |  |  |           |           |  |
|  | Lion City Sailors      | 3       | 4                 | 7       |                   | Lion City Sailors      | 2      | 0      | 2      |        |  |  |         |         |         |         |  |  |           |           |  |
|  |                        |         |                   |         |                   |                        |        |        |        |        |  |  |         |         |         |         |  |  |           |           |  |
|  |                        |         | Sydney FC         | 0       | 1                 | 1                      |        |        |        |        |  |  |         |         |         |         |  |  |           |           |  |
|  | Port                   | 0       | Sydney FC         | 0       | 1                 | 1                      | 0      | 0      |        |        |  |  |         |         |         |         |  |  |           |           |  |
|  | Port                   | 0       |                   |         |                   |                        |        |        |        |        |  |  |         |         |         |         |  |  |           |           |  |
|  | Jeonbuk Hyundai Motors | 4       | 1                 | 5       |                   |                        |        |        |        |        |  |  |         |         |         |         |  |  |           |           |  |
|  | Jeonbuk Hyundai Motors | 4       | 1                 | 5       |                   | Jeonbuk Hyundai Motors | 0      | 2      | 2      |        |  |  |         |         |         |         |  |  |           |           |  |
|  |                        |         |                   |         |                   | Jeonbuk Hyundai Motors | 0      | 2      | 2      |        |  |  |         |         |         |         |  |  |           |           |  |
|  |                        |         | Sydney FC         | 2       | 3                 | 5                      |        |        |        |        |  |  |         |         |         |         |  |  |           |           |  |
|  | Sydney FC              | 2       | Sydney FC         | 2       | 3                 | 5                      | 3      | 5      |        |        |  |  |         |         |         |         |  |  |           |           |  |
|  | Sydney FC              | 2       |                   |         |                   |                        |        |        |        |        |  |  |         |         |         |         |  |  |           |           |  |
|  | Bangkok United         | 2       | 2                 | 4       |                   |                        |        |        |        |        |  |  |         |         |         |         |  |  |           |           |  |
|  | Bangkok United         | 2       | 2                 | 4       | Lion City Sailors |                        |        |        |        |        |  |  |         |         |         |         |  |  |           |           |  |
|  |                        |         |                   |         |                   |                        |        |        |        |        |  |  |         |         |         |         |  |  |           |           |  |
|  |                        |         | Sharjah           |         |                   |                        |        |        |        |        |  |  |         |         |         |         |  |  |           |           |  |
|  | Al-Khaldiya            | 1       | 3                 | 4       |                   |                        |        |        |        |        |  |  |         |         |         |         |  |  |           |           |  |
|  | Al-Khaldiya            | 1       | 3                 | 4       |                   |                        |        |        |        |        |  |  |         |         |         |         |  |  |           |           |  |
|  | Tractor                | 2       | 3                 | 5       |                   |                        |        |        |        |        |  |  |         |         |         |         |  |  |           |           |  |
|  | Tractor                | 2       | 3                 | 5       |                   | Tractor                | 0      | 2      | 2 (3)  |        |  |  |         |         |         |         |  |  |           |           |  |
|  |                        |         |                   |         |                   | Tractor                | 0      | 2      | 2 (3)  |        |  |  |         |         |         |         |  |  |           |           |  |
|  |                        |         | Al Taawoun        | 0       | 2                 | 2 (4)                  |        |        |        |        |  |  |         |         |         |         |  |  |           |           |  |
|  | Al-Wakrah              | 2       | Al Taawoun        | 0       | 2                 | 2 (4)                  | 2      | 4 (3)  |        |        |  |  |         |         |         |         |  |  |           |           |  |
|  | Al-Wakrah              | 2       |                   |         |                   |                        |        |        |        |        |  |  |         |         |         |         |  |  |           |           |  |
|  | Al Taawoun             | 2       | 2                 | 4 (4)   |                   |                        |        |        |        |        |  |  |         |         |         |         |  |  |           |           |  |
|  | Al Taawoun             | 2       | 2                 | 4 (4)   |                   | Al Taawoun             | 1      | 0      | 1      |        |  |  |         |         |         |         |  |  |           |           |  |
|  |                        |         |                   |         |                   |                        |        |        |        |        |  |  |         |         |         |         |  |  |           |           |  |
|  |                        |         | Sharjah           | 0       | 2                 | 2                      |        |        |        |        |  |  |         |         |         |         |  |  |           |           |  |
|  | Al-Wehdat              | 0       | Sharjah           | 0       | 2                 | 2                      | 3      | 3      |        |        |  |  |         |         |         |         |  |  |           |           |  |
|  | Al-Wehdat              | 0       |                   |         |                   |                        |        |        |        |        |  |  |         |         |         |         |  |  |           |           |  |
|  | Shabab Al Ahli         | 2       | 4                 | 6       |                   |                        |        |        |        |        |  |  |         |         |         |         |  |  |           |           |  |
|  | Shabab Al Ahli         | 2       | 4                 | 6       |                   | Shabab Al Ahli         | 1      | 1      | 2 (4)  |        |  |  |         |         |         |         |  |  |           |           |  |
|  |                        |         |                   |         |                   | Shabab Al Ahli         | 1      | 1      | 2 (4)  |        |  |  |         |         |         |         |  |  |           |           |  |
|  |                        |         | Sharjah           | 1       | 1                 | 2 (5)                  |        |        |        |        |  |  |         |         |         |         |  |  |           |           |  |
|  | Al-Hussein             | 0       | Sharjah           | 1       | 1                 | 2 (5)                  | 1      | 1 (0)  |        |        |  |  |         |         |         |         |  |  |           |           |  |
|  | Al-Hussein             | 0       |                   |         |                   |                        |        |        |        |        |  |  |         |         |         |         |  |  |           |           |  |
|  | Sharjah                | 1       | 0                 | 1 (3)   |                   |                        |        |        |        |        |  |  |         |         |         |         |  |  |           |           |  |

### Vòng 16 đội
| Đội 1              | TTSTooltip Aggregate score | Đội 2                  | Lượt 1 | Lượt 2       |
| ------------------ | -------------------------- | ---------------------- | ------ | ------------ |
| Phía Tây           |                            |                        |        |              |
| Al-Khaldiya        | 4–5                        | Tractor                | 1–2    | 3–3          |
| Al-Wakrah          | 4–4 (3–4 p)                | Al Taawoun             | 2–2    | 2–2 (s.h.p.) |
| Al-Wehdat          | 3–6                        | Shabab Al Ahli         | 0–2    | 3–4          |
| Al-Hussein         | 1–1 (0–3 p)                | Sharjah                | 0–1    | 1–0 (s.h.p.) |
| Phía Đông          |                            |                        |        |              |
| Thép Xanh Nam Định | 0–7                        | Sanfrecce Hiroshima    | 0–3    | 0–4          |
| Muangthong United  | 2–7                        | Lion City Sailors      | 2–3    | 0–4          |
| Port               | 0–5                        | Jeonbuk Hyundai Motors | 0–4    | 0–1          |
| Sydney FC          | 5–4                        | Bangkok United         | 2–2    | 3–2 (s.h.p.) |

### Tứ kết
| Đội 1                  | TTSTooltip Aggregate score | Đội 2             | Lượt 1 | Lượt 2       |
| ---------------------- | -------------------------- | ----------------- | ------ | ------------ |
| Phía Tây               |                            |                   |        |              |
| Tractor                | 2–2 (3–4 p)                | Al Taawoun        | 0–0    | 2–2 (s.h.p.) |
| Shabab Al Ahli         | 2–2 (4–5 p)                | Sharjah           | 1–1    | 1–1 (s.h.p.) |
| Phía Đông              |                            |                   |        |              |
| Sanfrecce Hiroshima    | 1–4                        | Lion City Sailors | 0–3    | 1–1          |
| Jeonbuk Hyundai Motors | 2–5                        | Sydney FC         | 0–2    | 2–3          |

### Bán kết
| Đội 1             | TTSTooltip Aggregate score | Đội 2     | Lượt 1 | Lượt 2 |
| ----------------- | -------------------------- | --------- | ------ | ------ |
| Phía Tây          |                            |           |        |        |
| Al Taawoun        | 1–2                        | Sharjah   | 1–0    | 0–2    |
| Phía Đông         |                            |           |        |        |
| Lion City Sailors | 2–1                        | Sydney FC | 2–0    | 0–1    |